# Grelling–Nelson-paradoxon
A Grelling–Nelson-paradoxon egy szemantikus paradoxon, amit 1908-ban fogalmazott meg Kurt Grelling és Leonard Nelson.
Néha szokás Weyl-paradoxonnak, esetleg Grelling paradoxonnak is nevezni.
A Grelling-Nelson paradoxon teljesen analóg a Russell-paradoxonnal.

## Meghatározás
1. Nevezzünk egy melléknevet „autologikusnak”, ha leírja önmagát. Például a rövid szó autologikus, mert a rövid szó tényleg rövid. A többszótagú szó ugyancsak autologikus.
2. Nevezzünk egy melléknevet „heterologikusnak”, ha nem autologikus, azaz nem írja le önmagát. Például a hosszú vagy az egyszótagú szavak heterologikusak.

Nyilván minden melléknév vagy autologikus vagy heterologikus, hisz vagy leírja önmagát vagy nem. Az ellentmondás akkor adódik, amikor a heterologikus szóról akarjuk eldönteni, hogy autologikus vagy heterologikus.
Nem lehet heterologikus, mert akkor leírná önmagát és így autologikus lenne. Viszont autologikus sem lehet, mert akkor nem irja le önmagát és ezért heterologikus.
1. Nevezzünk egy melléknevet „autologikusnak”, ha leírja önmagát vagy maga az autologikus melléknév.
2. Nevezzünk egy melléknevet „heterologikusnak”, ha nem autologikus, azaz nem írja le önmagát vagy maga a heterologikus melléknév.

A feloldás mintája mindjárt érthető, ha behelyettesítünk:
1. Nevezzünk egy melléknevet „igaznak”, ha leírja önmagát vagy maga az igaz melléknév.
2. Nevezzünk egy melléknevet „hamisnak”, ha nem igaz, azaz nem írja le önmagát vagy maga a hamis melléknév.

## Külső hivatkozások
- Csirmaz, László & Hajnal, András: Matematikai logika egyetemi jegyzet, ELTE Bp., 1994 (Postscript változat)